# Филимонова, Людмила Анатольевна
Людми́ла Анато́льевна Филимо́нова (бел. Людміла Анатолеўна Філімонава; род. 22 марта 1971, Брест) — белорусская легкоатлетка, специалистка по метанию диска. Выступала за сборную Белоруссии по лёгкой атлетике в 1990-х годах, многократная победительница и призёрка первенств национального значения, участница летних Олимпийских игр в Атланте. Мастер спорта Республики Беларусь международного класса.

## Биография
Людмила Филимонова родилась 22 марта 1971 года в городе Бресте Белорусской ССР.
Впервые заявила о себе в лёгкой атлетике на международном уровне в сезоне 1990 года, когда вошла в состав советской сборной и выступила на юниорском мировом первенстве в Пловдиве, где с результатом 53,20 метра стала в зачёте метания диска пятой.
После распада Советского Союза выступала за белорусскую национальную сборную. В 1992 году одержала победу на чемпионате Белоруссии в метании диска (впоследствии выигрывала национальный титул ещё четыре раза).
Будучи студенткой, в 1993 году представляла Белоруссию на Универсиаде в Буффало — показала результат 59,96 метра, расположившись в итоговом протоколе соревнований на пятой строке.
В 1994 году заняла восьмое место на чемпионате Европы в Хельсинки (59,46).
В 1995 году была пятой на Универсиаде в Фукуоке (58,82) и восьмой на чемпионате мира в Гётеборге (61,16).
Благодаря череде удачных выступлений удостоилась права защищать честь страны на летних Олимпийских играх 1996 года в Атланте — на предварительном квалификационном этапе метнула диск на 53,30 метра и в финал не вышла.
После атлантской Олимпиады Филимонова ещё в течение некоторого времени оставалась действующей спортсменкой и продолжала принимать участие в крупнейших легкоатлетических стартах. Так, в 1998 году на соревнованиях в Минске она установила свой личный рекорд в метании диска — 64,44 метра, тогда как на чемпионате Европы в Будапеште с результатом 57,41 метра в финал не вышла.
Завершила спортивную карьеру по окончании сезона 2000 года.
За выдающиеся спортивные достижения удостоена почётного звания «Мастер спорта Республики Беларусь международного класса».